# Grauwwerkersstraat
De Grauwwerkersstraat is een straat in Brugge. De straat loopt, in winkelhaak, van de Vlamingstraat tot aan de Sint-Jakobsstraat, naast de Ezelbrug. De straatnaam verwijst naar de voormalige nering van de grauwwerkers.

## Naam
De straatnaam is al bekend sinds 1290, toen er werken werden uitgevoerd. De stadsrekening vermeldt het als volgt: pro calcia in vico Flamingorum et Alutariorum.
Voordien heette de straat Zacwynstrate. De betekenis daarvan is niet duidelijk. Nog tot in de 16e eeuw werd de naam gebruikt, bijvoorbeeld in combinatie met de nieuwe naam: Grauwwerkersstraat wilen de Zacwynstrate, in de Zackwynstrate die men heet de Grauwwerkerstrate en een huus in de Zacwynstrate gheseyt de Grauwwerkerstrate.

## Bontnijverheid
De naam Grauwwerkersstraat is afkomstig van de nering van grauwwerkers of bontbewerkers die tijdens de late middeleeuwen geconcentreerd was in dit deel van de stad. De vroegst bekende vermelding van de bontnijverheid binnen Brugge dateert van 1252 wanneer de importtarieven van Damme melding maakten van diverse bontsoorten. De nijverheid bestond uit drie ambachten, met name de lamwerkers, de wildwerkers en de nering van de grauwwerkers. Leden uit het ambacht stonden ook bekend als de 'peltiers', afkomstig van het Franse pelletier. De grauwwerkers bewerkten specifiek eekhoornpelzen (vair) van matige tot zeer hoge kwaliteit die door de hanze werden aangevoerd vanuit Oost-Europa en de Russische gebieden. De grijsblauwe/grauwe kleur van die pelsen gaf dan ook de naam aan het ambacht. Tot aan het einde van de zestiende eeuw was er een sterke concentratie van deze bontwerkers rondom de Sint-Jakobskerk en in het bijzonder in de Grauwwerkersstraat.
De bekendste grauwwerker was waarschijnlijk Jan Moritoen, de vijftiende-eeuwse dichter van een paar onsterfelijke verzen. Het is niet zeker dat hij ooit in de Grauwwerkersstraat zou gewoond hebben.
In deze straat stond een stadsgebouw dat uiteenlopende functies vervulde. Vanaf 1830 werd het gebruikt door de Brugse Burgerwacht. Tegen het einde van de negentiende eeuw was het een aantal jaren in gebruik door de Nijverheidsschool. In de eerste helft van de twintigste eeuw was het bekend bij alle schoolkinderen die er de schoolklinek moesten bezoeken om er enkele gezondheidstests te ondergaan. Het metaalbedrijf Metalunion maakte er een tijd gebruik van. In 1971 werd het gebouw grotendeels afgebroken en vervangen door enkele woonhuizen.

## Literatuur

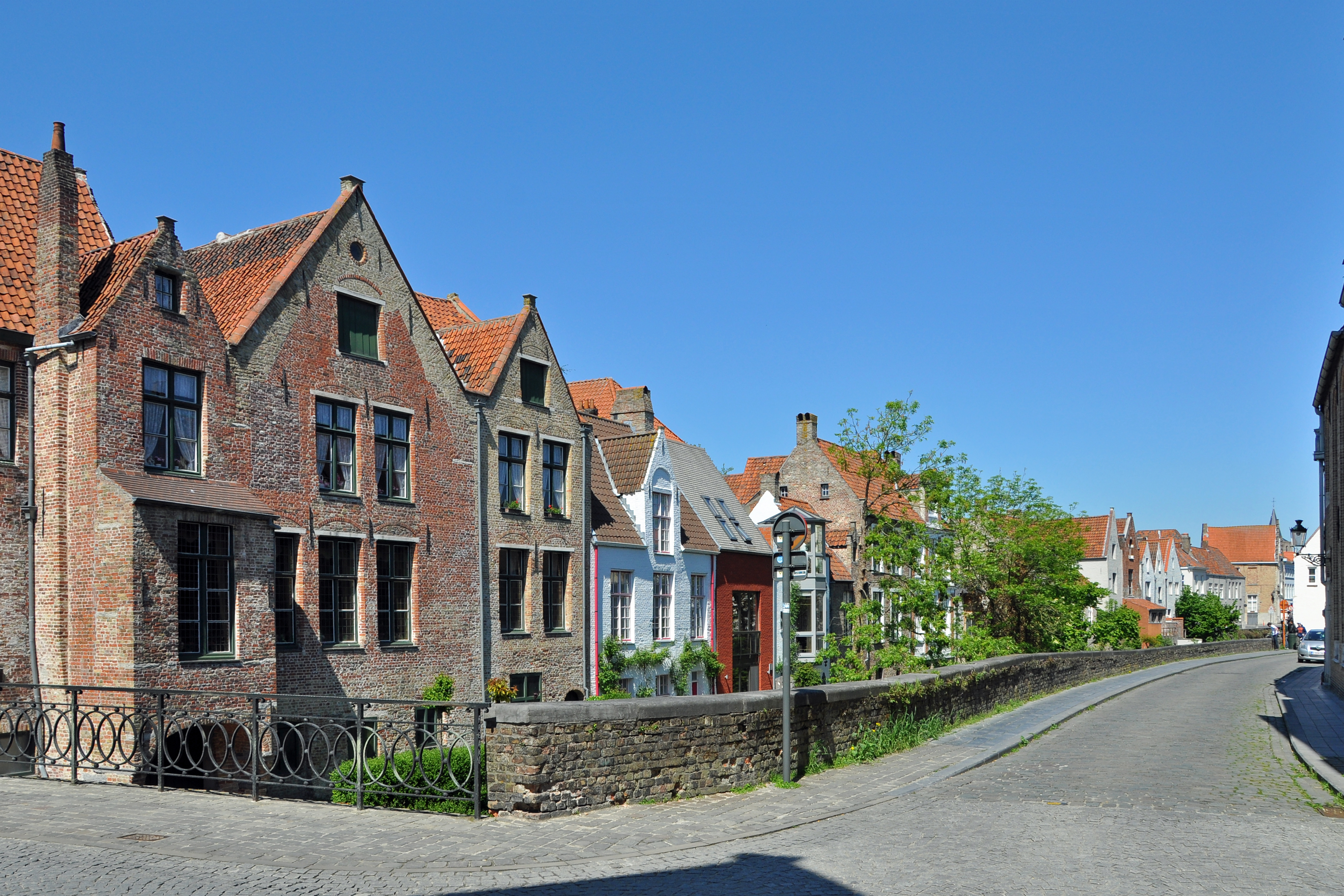
De Grauwwerkersstraat, gezien van bij de Ezelbrug (Sint-Jakobsstraat); links: de achtergevels van de huizen aan de Pottenmakersstraat
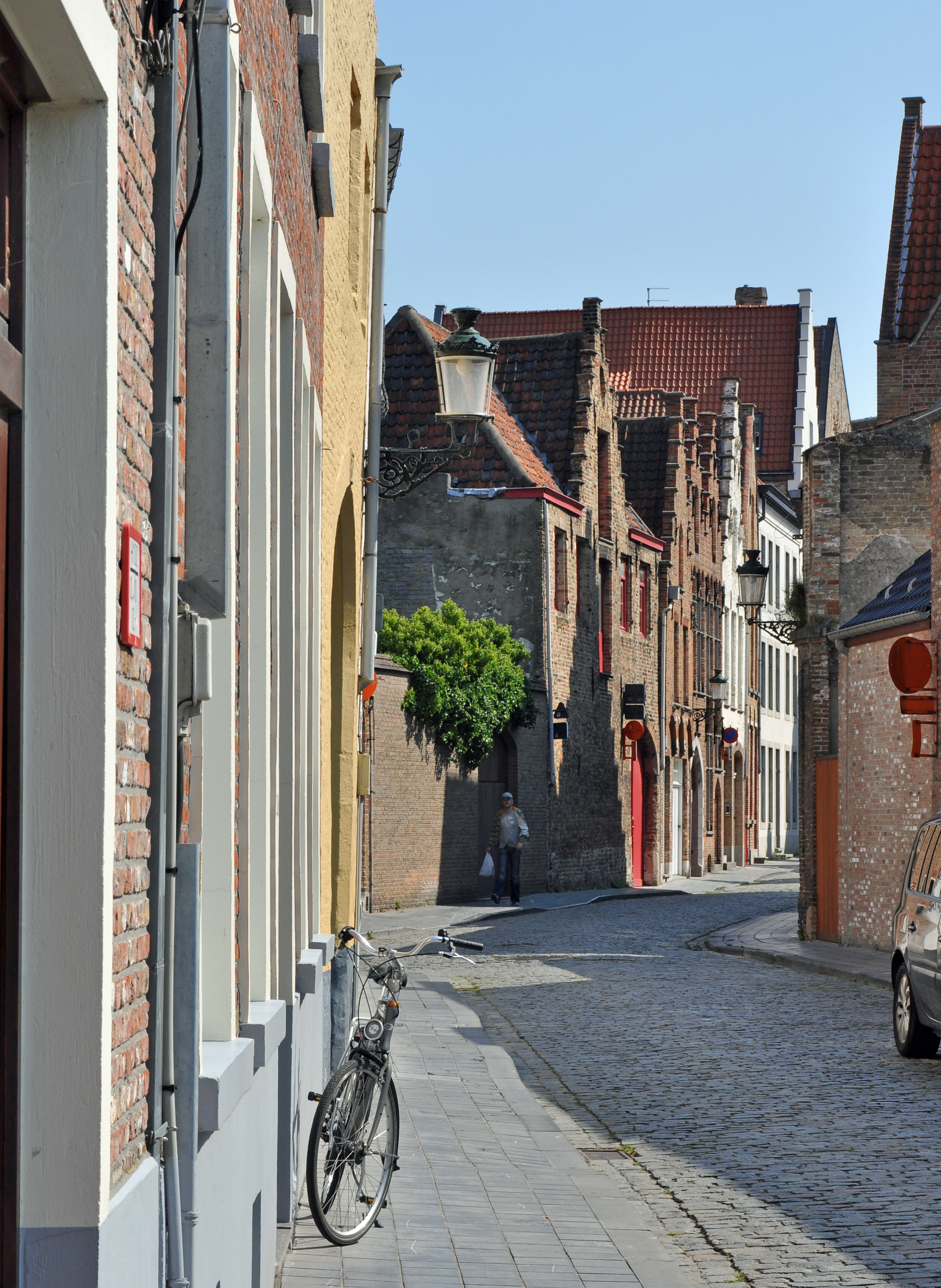
De Grauwwerkersstraat in zuidoostelijke richting gezien (d.w.z. richting Vlamingstraat)
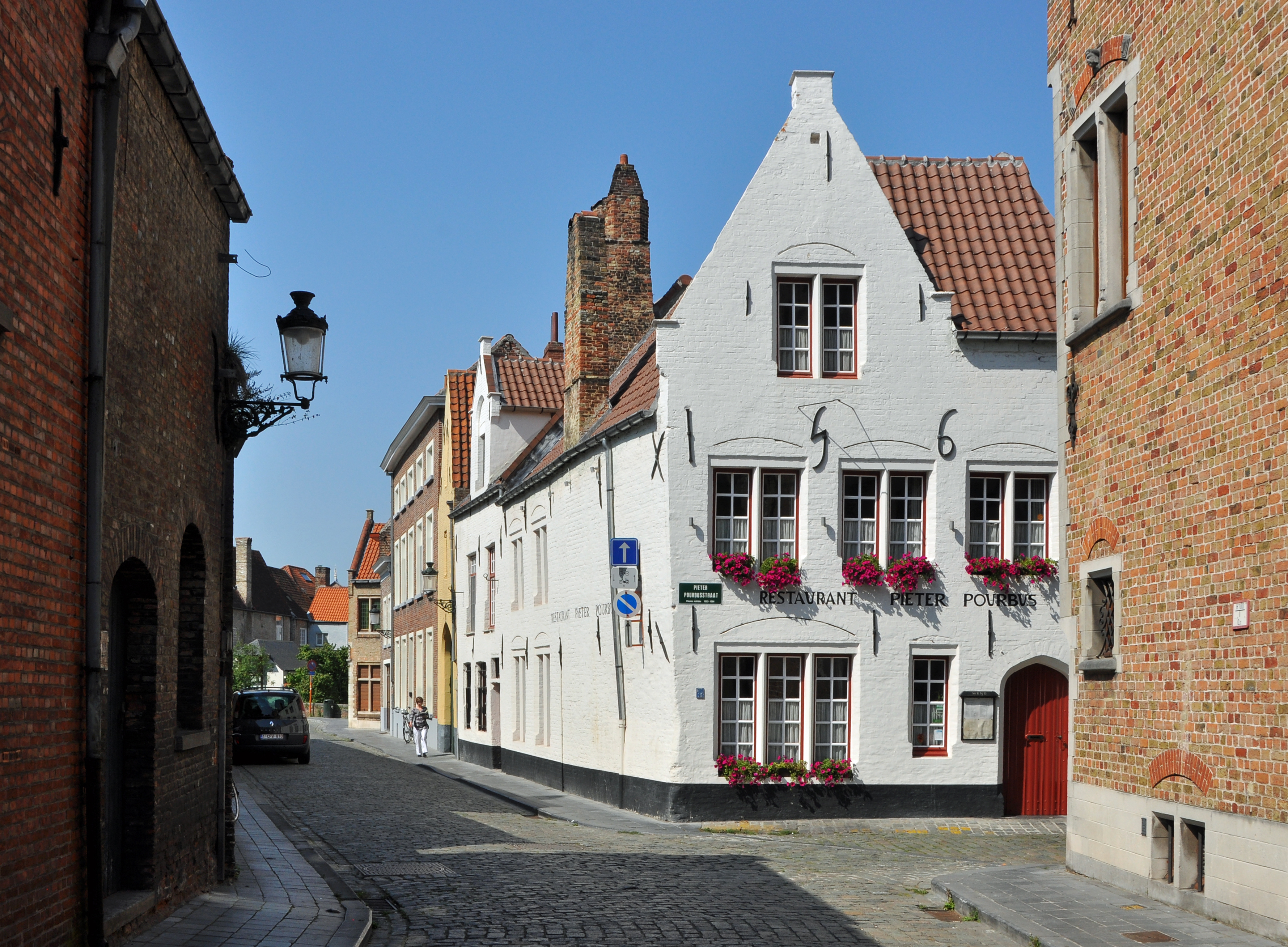
De Grauwwerkersstraat in noordwestelijke richting gezien, met centraal in beeld het 16de-eeuwse hoekhuis Pieter Pourbusstraat 1 (beschermd monument)
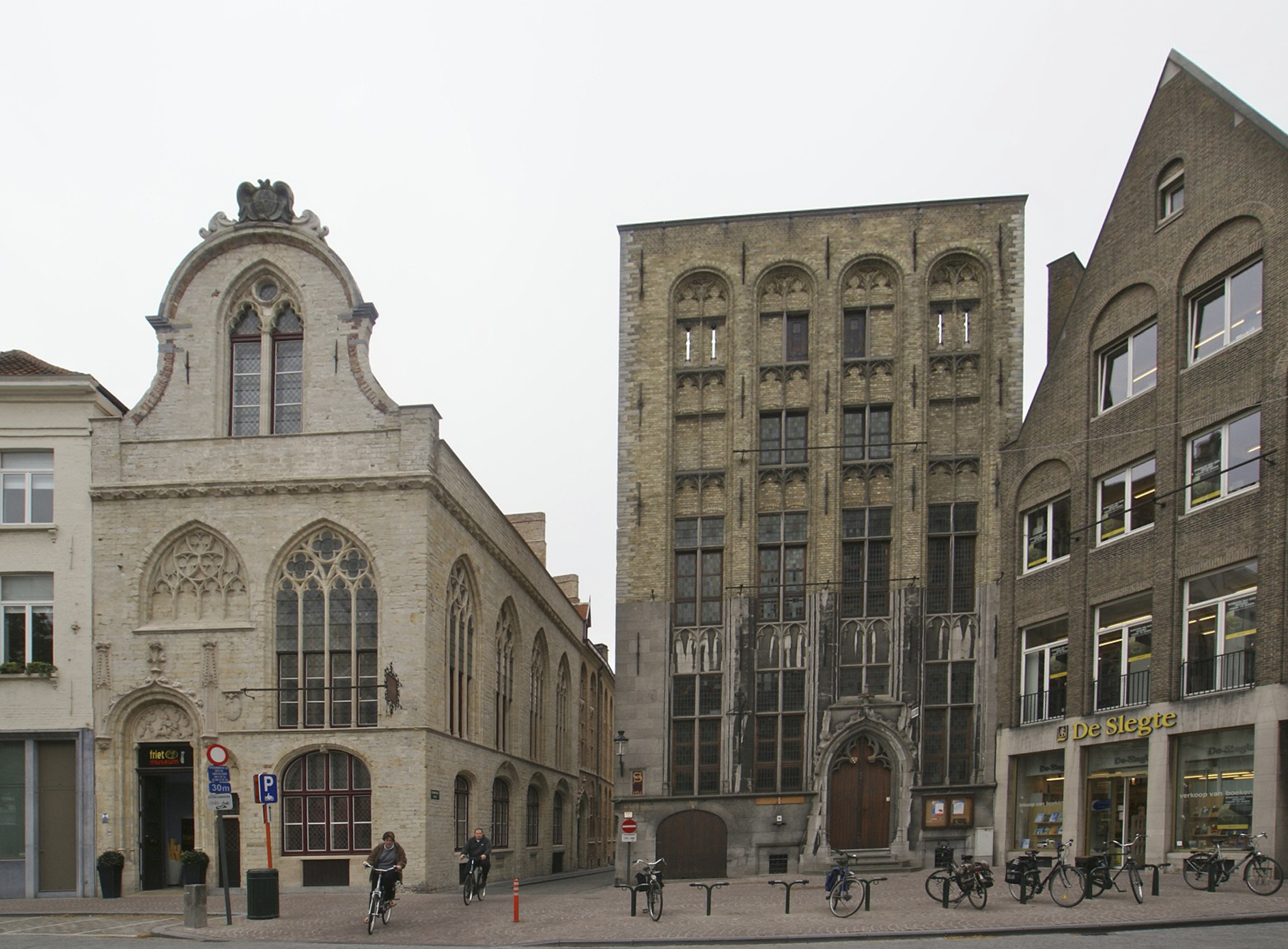
De Grauwwerkersstraat begint in de Vlamingstraat, tussen de Saaihalle en de Oude Beurze, en mondt uit in de Sint-Jakobsstraat - Ezelstraat.

## Bekende bewoners
- Jan Garemijn
- Donaas de Moor
- Jan Moritoen